# Johan I Albrekt
Johan I Albrekt, po. Jan I Olbracht, född 27 december 1459, död 17 juni 1501, kung av Polen 1492–1501, hertig i Głogów mellan 1491–1498. Son till Kasimir IV av Polen och Elżbieta Rakuszanka, bror till Alexander av Polen och Sigismund I av Polen samt Vladislav II av Böhmen och Ungern.

## Biografi
Redan som kronprins fick han 1486 i uppdrag av sin far Kasimir IV av Polen att organisera försvaret av de sydöstra domänerna mot härjande tatarer. Hären utgjordes vid den här tiden främst av adelsstyrkor som samlades vid behov och utgjorde en effektiv slagstyrka, men tog tid att mobilisera. Som komplement inrättade Johan Albrekt en stående kår av lokal allmoge, främst ukrainska jägare och bönder (kosacker), i gränsområdena mot sydost som kunde slå larm och sinka tatarernas framfart. Med hjälp av detta system vann han en stor seger över Tatarerna redan i september 1487 vid Kopystrzyń.
1490 utropade delar av den ungerska adeln den lovande och dynamiske Johan Albrekt till kung av Ungern vid Rokos. Andra stormän som kände sig hotade av den energiske Albrekt valde istället hans äldre och betydligt mindre kraftfulle bror Vladislav som redan var kung av Böhmen som Vladislav II av Böhmen. Ett ungerskt inbördeskrig med böhmisk och polsk inblandning varade tills Johan Albrekt slutligen besegrades av övermakten på nyårsdagen 1492 i slaget vid Prešov i nuvarande Slovakien. Vladislav kunde beträda den ungerska tronen och Johan Albrekt drog tillbaka sina anspråk på den ungerska kronan.
1492 dog Johan Albrekts far Kasimir IV av Polen och Johan Albrekt valdes till ny kung av Polen och Litauen, i ett rike som nådde sin maximala utbredning och sträcker sig över 1 115 000 km² – förutom de polska vasallerna Preussen och Moldavien. De tidigare stridande bröderna Johan Albrekt och Vladislav blev nu jämlikar i en personalunion som sträckte sig över praktiskt taget halva europeiska fastlandskontinenten och var ett av Europas mäktigaste riken. Däremot hade båda bröderna svårt att få bukt med adeln som var ovanligt mäktig i Polen-Litauen och Ungern och hindrade bröderna från att effektivt regera sina respektive riken. Dynastins makt blev därför närmast nominell och unionen endast löst sammansatt.
Den polska adeln genomdrev 1493 en permanent trestånds riksdag (sejm) med två kammare, bestående av kung, senat och parlament som Johan Albrekt blev tvungen att stadfästa. Bildandet av den polska sejmen manifesterade hur mycket kungamakten hade försvagats och regenternas allt större beroendeförhållande till stormännen. I jämförelse med liknande institutioner i det samtida Europa – till exempel den jämngamla tyska riksdagen, Reichstag – hade den polska sejmen ett mycket brett kompetensområde som väl kunde mäta sig med kungamakten, som dessutom måste ta hänsyn till att den polska kronan inte var ärftlig.
1497 fick Johan Albrekt sejmen (riksdagen) att godkänna ett anfall mot vasallstaten Moldavien för att driva ut tatarerna därifrån och återetablera polsk överhöghet. Genom att bryta landförbindelsen mellan tatarerna på Krim och deras allierade Osmanerna i Istanbul hoppades man kunna minska tatarernas attacker som hade intensifierats under 1490-talet. Johan Albrekt invaderade Moldavien med den starkaste här en polsk kung ditintills anfört, skingrade de tatariska stammaren och förstörde deras läger. Framgångarna skapade dock oro bland den moldaviske hospodaren (fursten) och den ungerska adeln att ansamlingen av en polsk styrka vid Svarta Havet skulle rubba maktbalansen mellan rikena. Samtidigt ansattes det polska härlägret av ständiga anfall av mindre grupper av moldavier, tatarer samt ditsända osmanska hjälptrupper. I oktober gav Johan Albrekt order om återtåg som sinkades av tatarernas bakhåll och anlagda slätt- och gräsbränder. Vid Kozmin råkade den polska hären ut för ett stort bakhåll vid men lyckades värja sig och retirera ut ur Moldavien.
Även om de militära förlusterna var begränsade blev de politiska konsekvenserna stora. Moldavierna sade upp sin länsed och blev istället vasaller till osmanerna. Johan Albrekts personliga prestige urholkades och hans ställning som militär ledare gick förlorad. Samarbetet mellan det polsk-litauiska och ungersk-böhmiska rikena gick i stå. Under åren 1498–1500 drabbades de sydöstra områdena av flera tatariska räder och två osmanska invasionsförsök som endast nödtorftigt slogs tillbaka.
Johan Olbracht dog ogift i juni 1501, motarbetad, alkoholiserad och nedbruten av den internationella och inrikespolitiska prestigeförlust som det militära fiaskot i Moldavien 1497 inneburit.